# Бабець-Венчанкі
Бабець-Венчанкі (пол. Babiec-Więczanki) — село в Польщі, у гміні Росьцишево Серпецького повіту Мазовецького воєводства.
Населення — 126 осіб (2011).
У 1975-1998 роках село належало до Плоцького воєводства.

## Демографія
Демографічна структура станом на 31 березня 2011 року:
|          | Загалом | Допрацездатний вік | Працездатний вік | Постпрацездатний вік |
| -------- | ------- | ------------------ | ---------------- | -------------------- |
| Чоловіки | 60      | 15                 | 41               | 4                    |
| Жінки    | 66      | 15                 | 38               | 13                   |
| Разом    | 126     | 30                 | 79               | 17                   |